# هاري وير
هاري وير (بالإنجليزية: Harry Ware)‏ (22 أكتوبر 1911 ببرمنغهام في المملكة المتحدة - 28 أكتوبر 1970 بستوك أون ترينت في المملكة المتحدة) هو مدرب كرة قدم ولاعب كرة قدم بريطاني (وحمل سابقاً جنسية المملكة المتحدة لبريطانيا العظمى وأيرلندا) في مركز الهجوم. لعب مع بورت فايل وستوك سيتي وشيفيلد وينزداي ونادي نورثامبتون تاون ونورويتش سيتي ونيوكاسل يونايتد ونورثويتش فيكتوريا.